# Дювилляр, Ришар
Риша́р Дювилля́р (фр. Richard Duvillard) — французский кёрлингист.
В составе мужской команды Франции участник трёх чемпионатов мира (лучший результат — шестое место в 1971).
Играл в основном на позициях первого и второго.

## Команды
| Сезон   | Четвёртый  | Третий       | Второй         | Первый         | Запасной     | Турниры           |
| ------- | ---------- | ------------ | -------------- | -------------- | ------------ | ----------------- |
| 1968—69 | Пьер Боан  | Андре Маббу  | Ив Валле       | Ришар Дювилляр |              | ЧМ 1969 (7 место) |
| 1970—71 | Пьер Боан  | Андре Маббу  | Андре Трон     | Ришар Дювилляр | Жерар Паскье | ЧМ 1971 (6 место) |
| 1975—76 | Андре Трон | Жерар Паскье | Ришар Дювилляр | Анри Вёрлинг   |              | ЧМ 1976 (7 место) |

(скипы выделены полужирным шрифтом)

## Частная жизнь
Из семьи французских спортсменов, занимавшихся различными летними и зимними видами спорта. Его двоюродные братья — горнолыжники Анри Дювилляр, участник зимних Олимпийских игр 1972, и Адриен Дювилляр, чемпион мира, участник зимних Олимпийских игр 1956 и 1960.
Начал заниматься кёрлингом в 1968, за год до того, как принял участие в своём первом чемпионате мира 1969.